# Badboot

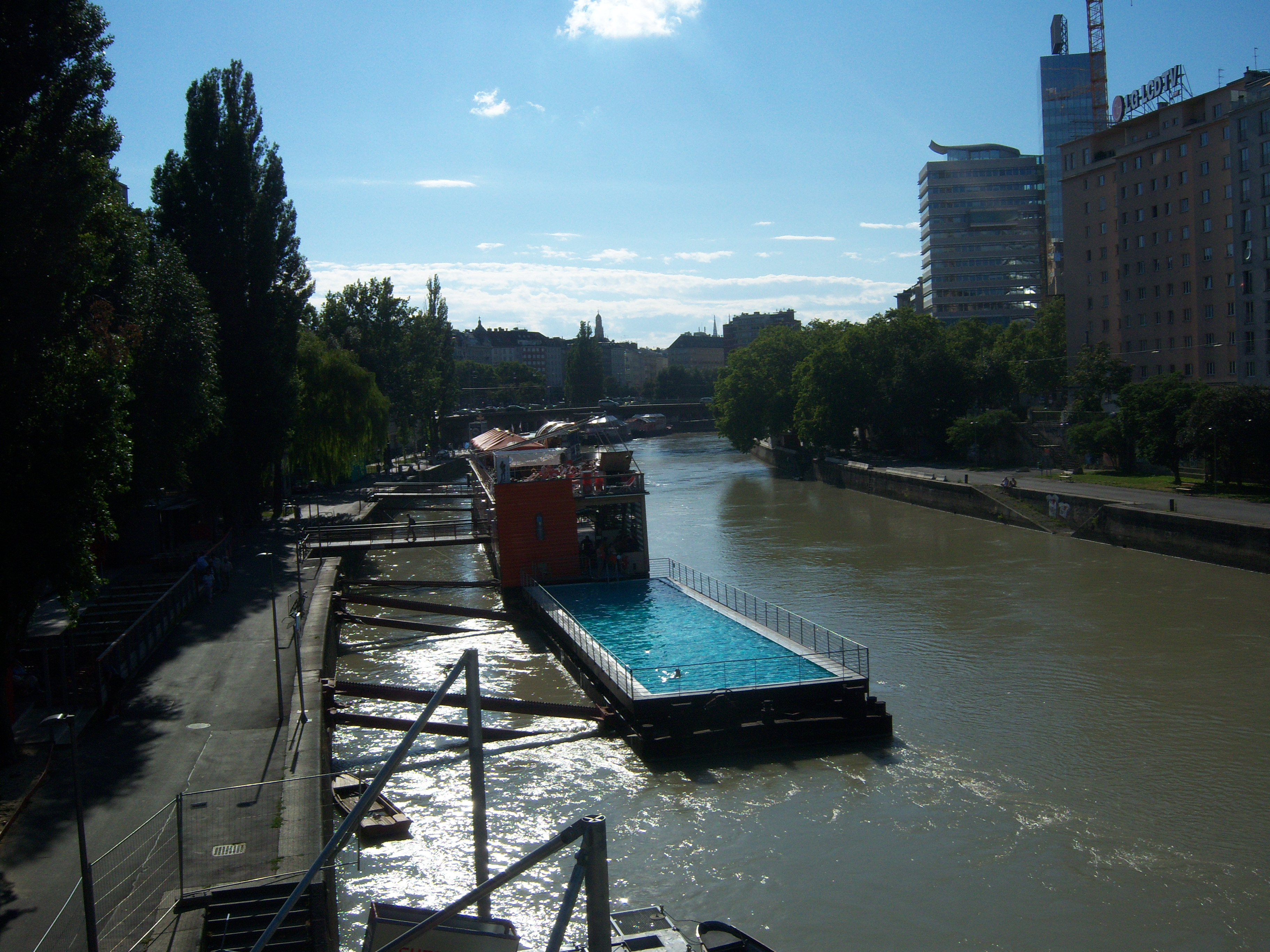
Badboot in Wenen

Een badboot is een drijvend zwembad. Van oudsher dreven deze baden in de rivier. Ze bestonden uit niet meer dan een ringvormig ponton, waarin een aflopende vloer was opgehangen. Een hekwerk tussen vloer en ponton voorkwam dat zwemmers ongewild de rivier in doken. Anno 2000 is het meer een ponton met openluchtzwembad, waarbij de zwemmers niet meer in het buitenwater zwemmen. Aan zo'n boot is meestal een evenementenzone en/of eet- en drinkgelegenheid verbonden.
Voorbeelden van dergelijke zwembaden waren te vinden in Frankrijk en Duitsland, maar ook sinds begin vorige eeuw in Rotterdam. Hedendaagse badboten zijn onder meer terug te vinden in Berlijn, Amsterdam en Wenen.

## Historische drijvende badinrichtingen
Tot het midden van de twintigste eeuw waren drijvende zwembaden in rivieren of kanalen niet ongewoon.

### Rotterdam
Op 16 oktober 1907 kocht de gemeente Rotterdam onderhands een houten bad- en zweminrichting, die een ligplaats kreeg in de Nieuwe Maas. Het Maaswater was toen nog relatief schoon, al stonken de baden soms naar teer en pek van de schepen. Later werd een tweede zwembad aangeschaft. Dit waren Maaskade oostzijde van de Willemsbrug voor de dames en Maaskade westzijde voor de heren. Om te voorkomen dat er vanaf de hoge Willemsbrug onbescheiden blikken werden geworpen, waren boven het dameszwembad zeildoeken repen kruislings gespannen. Na de oorlog bleef van deze twee baden alleen het bad aan het Noordereiland ten westen van de brug over. In 1920 werd daarnaast zwembad het Mallegat geopend, dat een ligplaats kreeg aan de linker Maasoever in een inham ter hoogte van de gasfabriek.
Met een grote brandslang en liters Lodaline werden de kleedhokken 's avonds schoongemaakt. Daarna werd zo'n bad in de nachtstand gezet. Met een druk op de knop werd het hele zwemgedeelte uit de Maas gelift. 's Winters, pakweg van oktober tot mei, werden de baden als droogdokken naar de Waalhaven gesleept om te overwinteren.
Er was in deze baden geen horeca. Wel stond er boven soms een verkoper met in stukjes gesneden zure bommen.
Eind vijftiger jaren zijn de baden voor gebruik in de rivier afgekeurd; het Maaswater was inmiddels te veel vervuild en er ontbrak geld voor onderhoud. De gemeente Wolphaartsdijk kocht het zwembad Mallegat in 1962 voor 6.000 gulden en legde het onder de naam Het Fort bij de zeilschool in het Veerse Meer. Een hele generatie leerde daar zwemmen. Na tien jaar was het bad echter een bouwval geworden en brandde het af.

## Hedendaagse badboten

### Berlijn

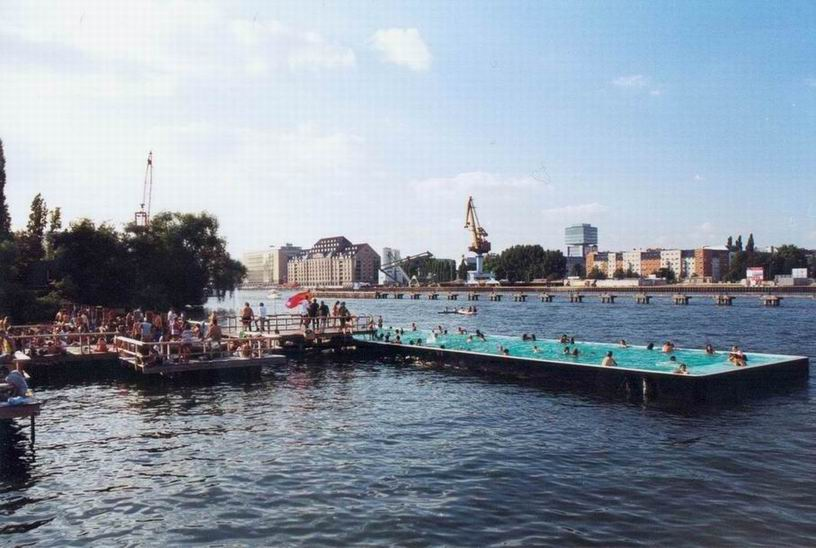
De badboot op de Spree in Berlijn

De Berlijnse badboot kwam er als project in het kader van Stadtkunstprojekte en werkt ontwikkeld door de lokale kunstenares Susanne Lorenz.
Het Badeschiff in Berlijn is een omgebouwde duwbak die sinds mei 2004 vast verankerd ligt aan de Spree. De uitbating wordt verzorgd vanuit de aansluitende infrastructuur van de evenenementenhal Arena Berlin. De badboot heeft een lengte van 32,50 m en een breedte van 8,20 m en bevat 295 m³ water met een temperatuur van 24° Celsius. Voor de uitbating in de winter werd sinds de herfst van 2005 een boogconstructie boven op het schip gemonteerd met een dubbelwandig pvc membraan zodat daarbinnen twee sauna's, een zwembad, een bar en een rustzone gebruikt kunnen worden.

### Amsterdam
De Amsterdamse badboot BadBuiten is een duwbak, drijvend op de Amstel met een zwembad van 18 meter lengte op 5 meter breedte. De boot is met een tweede duwbak, waarin toiletten, douches en kleedhokjes zijn ingebouwd, aangemeerd in het zuiden van de stad aan de Korte Ouderkerkerdijk aan De Omwal sinds juli 2010. In augustus 2010 werd de inrichting tijdens Sail 2010 tijdelijk naar de Zouthaven verplaatst. Het project dat door Waternet wordt gesteund loopt normaal tot 2013. De duwbakken werden in Hardenberg geconstrueerd en op 26 juli 2010 vanuit Overijssel naar Amsterdam getransporteerd.

### Antwerpen

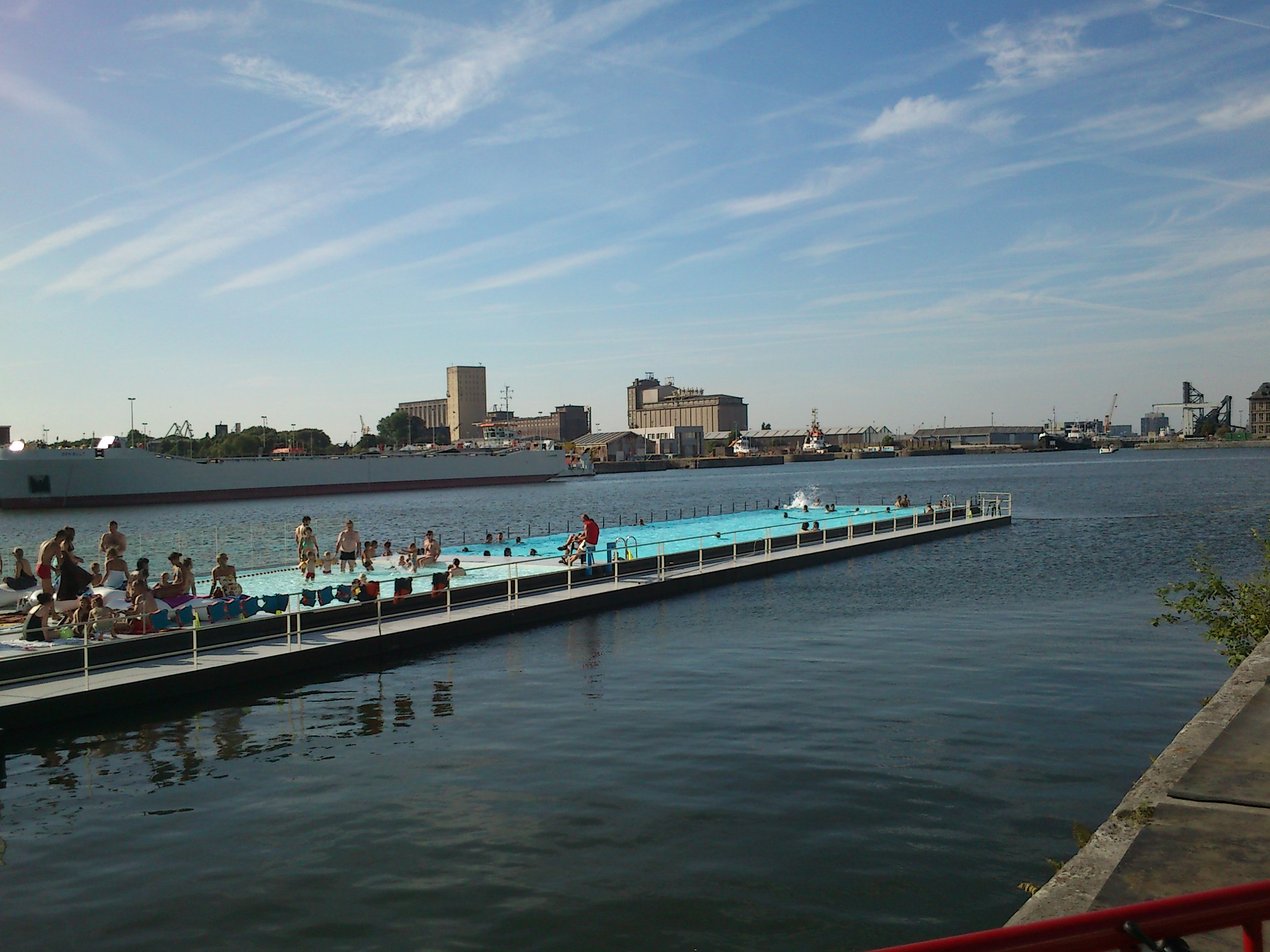
De badboot van Antwerpen in het Kattendijkdok

De Antwerpse badboot was een overzetboot uit 1964. Hij werd omgebouwd en had vervolgens een bar in de stuurhut en een feestzaal benedendeks. Naast dit schip werd de eigenlijke zwemboot met een lengte van 120 meter aangemeerd. Deze bestond uit twee aan elkaar gelaste duwbakken van 250 ton en 60 meter lengte. Het grote zwembad in de boot had een lengte van 30 m en een breedte van 9,5 m met 1,35 m waterdiepte. Verder waren er een plonsbadje, kleedhokjes, douches en een lig- en relaxzone. Aan boord was ook een grote hoeveelheid zand waarop een rietveld werd aangelegd dat dienstdeed als ecologisch verantwoorde waterzuivering. De constructie werd gerealiseerd op de scheepswerf van Maasbracht en langs de Maas en het Albertkanaal naar Antwerpen gebracht.
De Antwerpse badboot was na ingebruikname in 2012 te vinden bij het Antwerps Eilandje aan de oostzijde van het Kattendijkdok. De badboot zou op verschillende Antwerpse locaties aangemeerd gaan worden. In de winter werd het grote zwembad omgebouwd tot een ijsbaan. In februari 2013 werd de Antwerpse badboot gelauwerd met de Thuis in de Stad-prijs 2012 door de Vlaamse overheid. Met een premie van 75.000 euro werd de moderne architectuur gecombineerd met milieuvriendelijkheid beloond als een vernieuwend stedelijk initiatief.
Op 18 september 2015 is de badboot van Antwerpen door een voorlopig onduidelijke oorzaak gezonken. Begin 2016 werd het wrak in stukken gesneden en geborgen.

### Wenen
Een omgebouwde vrachtboot ligt sinds 2006 als zwembad aangemeerd aan de oever van het Donaukanaal in de Oostenrijkse hoofdstad Wenen.